# Ferenc Herzan von Harras
Ferenc kardinal Herzan von Harras (tudi František Herzan von Harras, Franziskus von Paula Herzan von Harras), češki duhovnik, škof in kardinal, * 9. april 1735, Praha, † 1. junij 1804.

## Življenjepis
18. februarja 1758 je prejel duhovniško posvečenje.
12. julija 1779 je bil povzdignjen v kardinala.
12. maja 1800 je bil imenovan za škofa Szombathelyja; 18. maja 1800 je prejel škofovsko posvečenje.